# جایزه بزرگ ایالات متحده ۱۹۷۹
جایزه بزرگ ایالات متحده ۱۹۷۹ (انگلیسی: ‎1979 United States Grand Prix‎)، که به‌طور رسمی با نام بیست و دومین جایزه بزرگ تویوتا ایالات متحده شناخته می‌شود، یک مسابقهٔ موتوری در رشتهٔ اتومبیل‌رانی فرمول یک بود که در تاریخ ۷ اکتبر ۱۹۷۹ در مسیر مسابقه جایزه بزرگ واتکینز گلن واقع در واتکینز گلن، نیویورک، ایالات متحده آمریکا برگزار شد. این گراند پری در میان ۱۵ گراند پری در فصل ۱۹۷۹، مسابقهٔ شمارهٔ ۱۵ بود.
در این مسابقه که در ۵۹ دور و به مسافت ۳۲۰٫۶۷ کیلومتر (۱۹۹٫۲۵۵ مایل) برگزار شد، پول پوزیشن توسط آلن جونز کسب شد و سریع‌ترین زمان برای طی یک دور پیست که برابر با ۱:۴۰٫۰۵۴ بود نیز توسط نلسون پیکه به ثبت رسید.
ژیل ویلنوو از تیم فراری، رنه آرنوکس از تیم رنو و دیدیه پرونی از تیم تایرل-فورد به‌ترتیب مقام‌های اول تا سوم مسابقه را کسب کردند.

## رده‌بندی قهرمانی پس از مسابقه
| جایگاه | راننده       | امتیاز  |
| ------ | ------------ | ------- |
| ۱      | جودی شکتر    | ۵۱ (۶۰) |
| ۲      | ژیل ویلنوو   | ۴۷ (۵۳) |
| ۳      | آلن جونز     | ۴۰ (۴۳) |
| ۴      | ژاک لافیت    | ۳۶      |
| ۵      | کلی رگاتزونی | ۲۹ (۳۲) |
| منبع:  |              |         |

| جایگاه | سازنده       | امتیاز |
| ------ | ------------ | ------ |
| ۱      | فراری        | ۱۱۳    |
| ۲      | ویلیامز-فورد | ۷۵     |
| ۳      | لیجیه-فورد   | ۶۱     |
| ۴      | لوتوس-فورد   | ۳۹     |
| ۵      | تایرل-فورد   | ۲۸     |
| منبع:  |              |        |

یادداشت
- تنها پنج جایگاه نخست از هر رده‌بندی نمایش داده شده است.